# 재료
재료(材料)는 물체를 구성하는 재질 즉 물질을 의미한다. 물이나 공기를 포함해서 돌, 나무 등은 모두 지구에서 흔한 재료다. 좁은 의미로는 생산이나 제조에 쓰이는 물리적인 원자재(원료)나 부품을 뜻하기도 한다. 예를 들어 유리는 컵을 구성하는 재료가 되고, 실리콘은 반도체 칩을 구성하는 재료가 된다.

## 화학
고대 사회에서는 나무나 돌 등을 이용하거나 금속을 물리적으로 제련하여 물건을 만들었으나, 현대에는 화학 기술의 발달로 보다 자유롭게 재료를 다룰 수 있게 되었다.
재료는 화학적 공정을 통해 합쳐지거나 분리될 수 있다. 예를 들어 원유는 증류 과정을 통해 휘발유 등의 정제된 기름과 아스팔트 찌꺼기 등으로 분리할 수 있다. 휘발유를 다시 분리하면 나프타를 얻을 수 있고 나프타를 다시 열분해하면 에틸렌과 프로필렌이 얻어진다. 에틸렌과 프로필렌은 작은 단위의 분자인데, 중합반응(polymerization)을 통해 이를 고분자로 합성하면 각각 폴리에틸렌과 폴리프로필렌, 즉 플라스틱이 얻어진다.
즉 원유는 나프타의 재료가 되고, 나프타는 에틸렌과 프로필렌의 재료가 되고, 에틸렌과 프로필렌은 플라스틱의 재료가 되는 셈이다. 원유를 재료로 해서 휘발유 등의 일차적인 소재를 분리하는 분야를 기초화학이라 하고, 기초화학에서 생성한 재료로 더 복잡한 재료를 만드는 분야를 정밀화학이라고 한다.

## 증시
증시에서는, 주가 등락의 원인이 되는 사건 또는 공시를 재료(材料)라고 한다. 재료의 종류에는 주가의 상승을 이끄는 호재(好材)와, 주가를 하락시키는 악재(惡材)가 있다.

## 종류
- 건설재료: 철강, 모래, 자갈, 흙, 시멘트, 아스팔트 등
- 화학재료: 원유, 가스, 탄소, 수소, 산소 등

## 물체
물체는 물질로 이루어진 하나의 사물을 뜻한다.

## 같이 보기
- 재료과학
- 화학 물질
- 화합물
- 생물소재
- 자원
  - 천연 자원